# Krnsko jezero
Krnsko jezero je ledovcovo-krasové jezero ve Slovinsku. Je ledovcového původu a leží uprostřed krasové oblasti. Nachází se v nadmořské výšce 1394 m. Leží pod Krnem (2244 m) a Batognicí (2164 m) a v nejužší části je vklíněno mezi Lemež (2042 m) a Mali Šmohor (1939 m). Je 390 m dlouhé a 150 m široké. Dosahuje maximální hloubky 17,5 m. Rozloha činí 5,9 ha a je největším slovinským vysokohorským jezerem. Nedaleko je Planinski dom u Krnských jezer.

## Vodní režim
Hladina vody kolísá asi o 2 m, nejvyšší je na začátku léta. Spolu s blízkými jezery Dupeljským a v Lužnici tvoří skupinu Krnských jezer.

## Ochrana přírody
Celé povodí jezera se nachází na území Triglavského národního parku. V jezeře je bohatý život, ale kvůli velkému přítoku živin je ve vážném ohrožení. Obzvláště velkou hrozbou pro něj v letních dnech jsou koupající se turisti.

## Přístup
Pleso je přístupné pěšky po celý rok.
- po  červené značce od Planinskeho domu na Krnskih jezerah - ½ hodiny.
- po  červené značce od Gomiščkovo Zavetišče na Krnu - 2 hodiny.
- po  červené značce od Koči pod Bogatinom - 3¼ hodiny.